# 浅野高弘
浅野 高弘（あさの たかひろ、2月15日 - ）は、日本のソングライター、編曲家。大阪府出身。

## 経歴
小学生時より音楽に興味を持ち、大学入学を機に本格的に楽曲制作を学び始める。大阪電気通信大学総合情報学部メディア情報文化学科 卒業。大学在席時より、関西でアーティスト活動、関西のイベントBGM・インディーズアーティストなどへの楽曲提供などの活動を経て、2008年末より、メジャーの仕事を手がけるようになる。ゲーム、アニメの劇場版主題歌を始め、メジャー、インディーズ問わず、数々の楽曲提供をする。2019年、合同会社D's Work Companyの社長に就任。

## 提供楽曲
- アルバム「Fan Fun Live ら♥ら★ら♪なかむランド〜Love♥Laugh★Live♪〜」<中村繪里子>
  - Happiness（作詞、作曲、編曲）
- TVアニメ カードファイト!! ヴァンガード アジアサーキット編 キャラクターソング vol.1　<先導アイチ（CV.代永翼）>
  - 約束のクロスロード（作曲、編曲）
- PS3ゲーム　薄桜鬼 黎明録 名残り草　オープニングテーマ　<吉岡亜衣加>
  - 遥かな稲妻（作曲）
- 劇場版 ハヤテのごとく! HEAVEN IS A PLACE ON EARTH　オープニングテーマ　<水連寺ルカ（CV.山崎はるか）>
  - 僕ら駆け行く空へ（作曲）
- アルバム 「Gigson」　<後藤邑子>
  - challenge & smile!（作曲）
- PS2ゲーム　薄桜鬼 黎明録 エンディングテーマ　<mao>
  - 今日の永遠（作曲）
- TVアニメ　れでぃ×ばと! キャラクターファイル Vol.1 彩京朋美×セルニア＝伊織＝フレイムハート　<彩京朋美（CV.川澄綾子）>
  - イタズラ TEA TIME（作曲）
- TVアニメ　れでぃ×ばと! キャラクターファイル Vol.2 大地薫×四季鏡早苗　<四季鏡早苗（CV.小清水亜美）>
  - フルフルぷりん（作曲、編曲）

その他、企業のイベント・映像BGM、音声劇団、インディーズアーティストなどへの楽曲提供